# 하나우

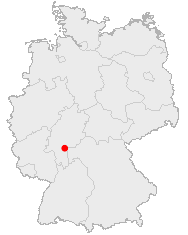
하나우의 위치

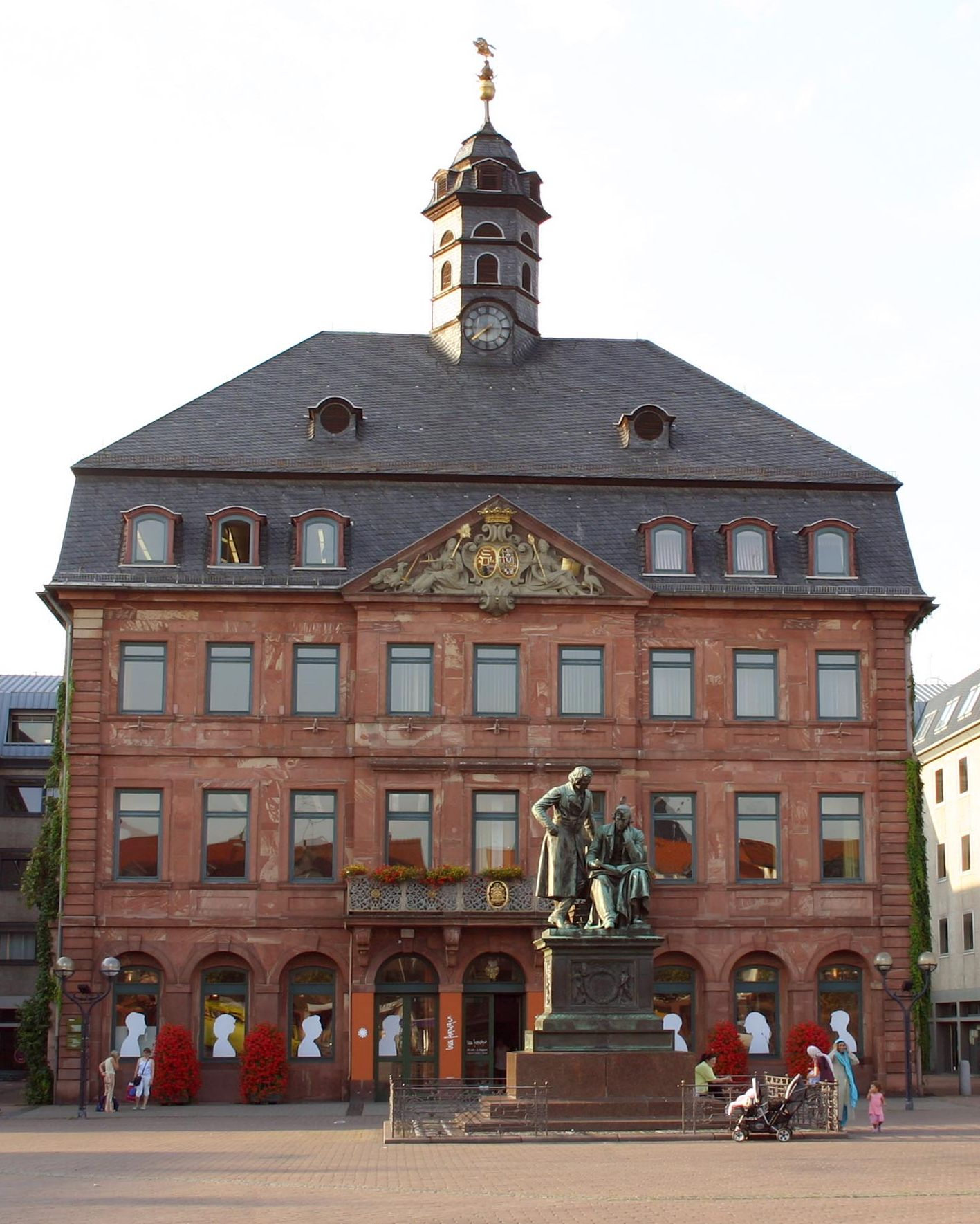
그림 형제 동상과 하나우 시청사

하나우(독일어: Hanau)는 독일 중부 헤센주에 있는 도시이다. 인구 88,358명(2009년).
마인강과 킨치히강의 합류점에 위치한다. 프랑크푸르트에서 동쪽으로 20km 떨어져 있다. 1193년 문헌에 킨치히강의 요새로 구축된 성곽으로 처음 언급되었다. 그 후 거주지가 형성되어 1303년 시가 되었다. 하나우 백작이 통치하였고, 16세기 말, 백작은 이 지역에 네덜란드·프랑스·왈롱에서 도피해온 개신교 신자들을 보호하여 이들을 이 지역 남부의 신도시(Neustadt)에 거주하게 했다. 이들은 금세공업·보석제조업에 종사하여 시의 발전에 기여하였다. 1736년 하나우 백작의 대가 끊어지면서 헤센카셀 방백령에 귀속되었다. 1813년 이 일대를 중심으로 오스트리아·바이에른 연합군과 프랑스 간의 전투(하나우 전투)가 일어났다. 구도시(Altstadt)와 16세기 말부터 건설된 신도시(Neustadt)는 행정적으로 1820년 통합되었다. 1848년 프랑크푸르트와 철도로 연결된 이후 각지로 통하는 철도가 개설되면서 주요 철도교통 중심지가 되었다. 한편 하나우는 언어학자로 유명한 야코프 그림과 빌헬름 그림 형제의 출생지로 유명하다. 그림 형제를 기념하는 시설물이 많다. 20세기 현대작곡가 파울 힌데미트도 이 곳 출신이다. 옛 금 세공 중심지였으므로, 독일 금세공 기념 박물관이 있다. 현재는 마인킨치히군에 속해 있으며, 프랑크푸르트 도시권(라인 마인 도시권)의 주요 도시이다.

## 기후
| Hanau의 기후                                                                        | Hanau의 기후 | Hanau의 기후 | Hanau의 기후 | Hanau의 기후 | Hanau의 기후 | Hanau의 기후 | Hanau의 기후 | Hanau의 기후 | Hanau의 기후 | Hanau의 기후 | Hanau의 기후 | Hanau의 기후 | Hanau의 기후 |
| 월                                                                                  | 1월          | 2월          | 3월          | 4월          | 5월          | 6월          | 7월          | 8월          | 9월          | 10월         | 11월         | 12월         | 연간         |
| ----------------------------------------------------------------------------------- | ------------ | ------------ | ------------ | ------------ | ------------ | ------------ | ------------ | ------------ | ------------ | ------------ | ------------ | ------------ | ------------ |
| 역대 최고 기온 °C (°F)                                                              | 13 (55)      | 18 (64)      | 26 (79)      | 30 (86)      | 33 (91)      | 35 (95)      | 36 (97)      | 36 (97)      | 31 (88)      | 27 (81)      | 20 (68)      | 16 (61)      | 36 (97)      |
| 일평균 최고 기온 °C (°F)                                                            | 3 (37)       | 5 (41)       | 10 (50)      | 14 (57)      | 19 (66)      | 22 (72)      | 24 (75)      | 24 (75)      | 19 (66)      | 14 (57)      | 8 (46)       | 4 (39)       | 14 (57)      |
| 일평균 최저 기온 °C (°F)                                                            | −2 (28)      | −1 (30)      | 2 (36)       | 4 (39)       | 8 (46)       | 11 (52)      | 13 (55)      | 12 (54)      | 9 (48)       | 5 (41)       | 2 (36)       | −2 (28)      | 5 (41)       |
| 역대 최저 기온 °C (°F)                                                              | −20 (−4)     | —            | −12 (10)     | −5 (23)      | —            | 3 (37)       | 4 (39)       | 2 (36)       | 1 (34)       | −2 (28)      | −9 (16)      | —            | −20 (−4)     |
| 평균 강수량 mm (인치)                                                               | 30 (1.2)     | 30 (1.2)     | 30 (1.2)     | 40 (1.6)     | 50 (2.0)     | 70 (2.8)     | 50 (2.0)     | 50 (2.0)     | 50 (2.0)     | 30 (1.2)     | 50 (2.0)     | 50 (2.0)     | 530 (21.2)   |
| 평균 강설량 cm (인치)                                                               | 9 (3.5)      | 10 (3.9)     | 4 (1.6)      | trace        | 0 (0)        | 0 (0)        | 0 (0)        | 0 (0)        | 0 (0)        | 0 (0)        | 6 (2.4)      | 10 (3.9)     | 46 (18)      |
| 평균 강우일수                                                                       | 10           | 8            | 8            | 9            | 10           | 10           | 10           | 10           | 8            | 8            | 10           | 10           | 111          |
| 평균 강설일수                                                                       | 4            | 3            | 1            | 1            | 0            | 0            | 0            | 0            | 0            | 0            | 1            | 3            | 13           |
| 평균 상대 습도 (%)                                                                  | 89           | 84           | 85           | 82           | 80           | 80           | 81           | 84           | 89           | 91           | 89           | 90           | 85           |
| 평균 일일 일조시간                                                                  | 1            | 3            | 4            | 6            | 7            | 7            | 7            | 6            | 5            | 3            | 1            | 1            | 4            |
| 출처: WeatherBase and Fremdenverkehrsbuero.info (temperature, rainy and sunny days) |              |              |              |              |              |              |              |              |              |              |              |              |              |